# Sojuz 33
Sojuz 33 (ryska: Союз-33) var en flygning i det sovjetiska rymdprogrammet. Det var den fjärde i Interkosmos-serien. Flygningen gick till rymdstationen Saljut 6. Farkosten sköts upp med en Sojuz-U-raket från Kosmodromen i Bajkonur den 10 april 1979.
Strax före dockningen slutade farkostens huvudmotor att fungera och dockningen fick avbrytas. För att bromsa farkosten för återinträdde i jordens atmosfär användes reservmotorn. Den stängdes inte automatiskt av som planerat efter 188 sekunder, utan den stängdes manuellt 25 sekunder senare. Det ledde till att återinträdet följde en ballistisk bana och kosmonauterna utsattes för krafter upp till 10 g. Farkosten landade i Sovjetunionen den 12 april 1979.
Georgi Ivanov blev den förste bulgaren i rymden.